# 시치카슈쿠정
시치카슈쿠정(일본어: 七ヶ宿町 시치카슈쿠마치[*])은 일본 미야기현 남서부 자오 연봉 기슭에 있는 갓타군의 정이다.
미야기현 남서부에 위치하고 후쿠시마현과 야마가타현에 접하고 있으며 자오 연봉의 남쪽에 위치하여 산이 많다. 주요 취락은 시로이시강의 계곡을 따라 있다. 정명은 우슈 가도와 오슈 가도를 잇는 가도변으로 센다이 영내에 일곱 개의 역참이 놓인 것에서 유래했다. 이 가도는 시로이시강변에서 정을 동서로 가로지르며 현재는 국도 113호선이 되었다. 오우 본선 등의 개통으로 오우산맥 너머 주요 교통로에서 벗어나면서 과소화가 진행되었고 시치카슈쿠댐에 의한 일부 지구의 수몰도 이에 박차를 가했다. 1950년에 5,536명이었던 인구는 2005년에는 1,871명까지 감소했고 2020년엔 1,248명으로 심각하게 감소하였다. 정의 북동부에 있는 조로호는 관광지로 보트 등의 호반 관광이 이루어지고 있다. 국도 399호선 연선에 있는 이나코 지구는 다테령의 국경 경비 장소로 그 최하급 무사의 자손들이 현재도 거주하고 있다.

## 인접한 자치체
- 미야기현
  - 시로이시시, 갓타군 자오정
- 야마가타현
  - 가미노야마시, 히가시오키타마군 다카하타정
- 후쿠시마현
  - 후쿠시마시

## 역사
- 1868년 12월 7일 - 갓타군은 이와키국 소속이 되었다.
- 1871년 11월 2일 - 헤이현 소속이 되었다.
- 1876년 8월 21일 - 미야기현 소속이 되었다.
- 1889년 4월 1일 - 시정촌제 시행으로 세키촌, 와타세촌, 나메쓰촌, 유노하라촌이 합병해 시치카슈쿠촌이 되었다.
- 1957년 4월 1일 - 정으로 승격해 시치카슈쿠정이 되었다.
- 1991년 10월 22일 - 시치카슈쿠댐이 준공하였다.

## 인구
| 연도 | 인구  | ±%     |
| ---- | ----- | ------ |
| 1920 | 4,490 | —      |
| 1930 | 4,758 | +6.0%  |
| 1940 | 4,936 | +3.7%  |
| 1950 | 5,536 | +12.2% |
| 1960 | 5,177 | −6.5%  |
| 1970 | 3,712 | −28.3% |
| 1980 | 2,926 | −21.2% |
| 1990 | 2,208 | −24.5% |
| 2000 | 2,034 | −7.9%  |
| 2010 | 1,694 | −16.7% |

## 교통

### 도로
- 국도 113호선
- 국도 399호선(일본어판)